# اکارلار، اماسرا
اکارلار، اماسرا (به لاتین: Acarlar, Amasra) در ترکیه است که در bartın province واقع شده‌است.

## خصوصیات
اکارلار ۱۹۴ نفر جمعیت دارد.